# Enjoy The Ride
Enjoy The Ride es el álbum debut de la cantante Marie Serneholt. Lanzado el 29 de marzo del 2006 en Suecia y el 26 de mayo en Alemania.El día del lanzamiento el álbum debutó en el no. 9.Serneholt dijo en una entrevista que estaba preparando el lanzamiento internacional del disco.El álbum fue lanzado en Taiwán como una edición limitada.

## Información del álbum
Desde la separación de A-teens Serneholt quiso lanzar una carrera en solitario, en el 2005 comenzó en la búsqueda de productores para comenzar la grabación de lo que sería su primer disco.
Senreholt se contactó con Jörgen Elofsson quien en ese tiempo tenía su agenda copada y no podía ayudarla a comenzar su carrera además que Marie no sabía en que dirección llevar su primer disco.
El mismo año la artista se volvió a contacta con Elofsson ya que quería que su álbum sea Pop con toques R&B.Elofsson comenzó a coescribir canciones para lo que sería el primer disco solista con la ayuda de productores Nicky Chinn y Andreas Carlsson entre otros.
Elofsson comenzó el mismo año junto con Serneholt a grabar el primer disco solista para ser lanzado el año 2006.

## Sencillos
El primer sencillo del álbum That's The Way My Heart Goes debutó en el no. 2 de Suecia , siendo este su único y mayor éxito como solista.
El segundo sencillo elegido fue I Need A House siendo un fracaso comparado con el primero , Debutó en el no. 40 en su primera semana ya para la segunda el tema desapareció del conteo.
Oxygen es el tercer y último sencillo del disco su fecha de lanzamiento fue 26 de octubre , este tema fue el fracaso comercial de la cantante ya que no logró debutar en ningún lugar.

## Lista de canciones
1. "Enjoy The Ride" – 3:10
2. "Wasted Love" – 3:15
3. "That's The Way My Heart Goes" – 3:34
4. "Beyond Tonight" – 4:20
5. "I Need A House" – 3:00
6. "I Love Making Love In The Morning" – 3:31
7. "Can't Be Loved" – 3:53
8. "The Boy I Used To Know" – 2:50
9. "Calling All Detectives" – 3:56
10. "Oxygen" – 4:23

## Posicionamiento
| Litas (2006)            | Posición |
| ----------------------- | -------- |
| Suecia Top 60 Albums    | #9       |
| Polonia Top 100 Albums  | #61      |
| Alemania Top 100 Albums | #75      |
| Suiza Top 100 Albums    | #78      |